# Henryjev bor
Henryjev bor (Pinus henryi) je zimzeleno stablo iz roda borova, koje može narasti do 25 m. visine. Preferira sunčane padine na visinama od 1 100 - 2 200 metara
Ova vrsta je endem, a raste samo u Kini, u provincijama Hubei, Hunan, Shaanxi, i Sichuan

## Vanjske poveznice
|  | Wikivrste imaju podatke o taksonu Henryjev bor |